# Autainville

Autainville este o comună în departamentul Loir-et-Cher, Franța. În 1 ianuarie 2022 avea o populație de 429 de locuitori.

## Personalități născute aici
- Lydie Salvayre (n. 1948), scriitoare.